# 高村镇 (天津市)
高村镇，是中华人民共和国天津市武清区下辖的一个镇，与北京市通州区永乐店镇、漷县镇接壤。
2013年，天津市民政局批复同意撤销高村乡，设立高村镇。

## 行政区划
高村镇下辖以下地区：
高村、兰城村、牛一村、牛二村、牛三村、后侯尚村、任庄村、台头村、碱厂村、永兴庄村、中汉村、大周村、小周村、里老村、田户村和牛四村。
首创的黑利伯瑞国际学校就在高村镇高速路口旁边。